# グスティ・ングラライ

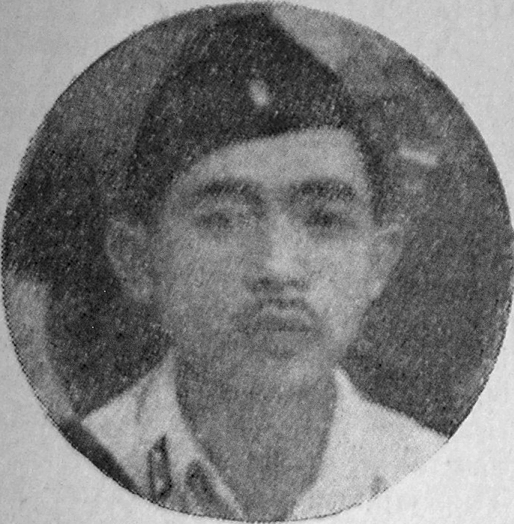
グスティ・ングラライ

グスティ・ングラライ（バリ語:I Gusti Ngurah Rai、1917年1月30日 - 1946年11月20日）は、バリ州バドゥン県のインドネシア独立戦争の英雄。インドネシア共和国人民治安軍（TKR=Tentera Keamanan Rakyat、現インドネシア国軍の前身）の将軍（中佐）。

## 生涯
バドゥン県チャナンサリ村に生まれる。グスティはバリ・ヒンドゥーにおいてウェシア（ヴァイシャ）のカーストに属することを意味する。ジャワ島東部のマランの高校に進学し、その後バリ島に戻りギャニャールの士官学校を優秀な成績で卒業した。そして、インドネシアの独立宣言後に発足した共和国人民治安軍の本部のあるジョグジャカルタに入り、派閥抗争のあった共和国人民治安軍を1つにするために尽力した。
インドネシア独立戦争では、バリ島においてゲリラ戦術で8ヶ月間戦い抜いたが物資や武器を使い果したため、ウァグニン警察司令官が率いてタバナン県のオランダ軍補充部隊の兵舎を襲撃して成功を収めた。しかし、その数日後にングラライの率いる部隊は、オランダ軍と遭遇し、オランダとバドゥン県マルガの戦闘で、人民治安部隊を率い96名が降伏勧告を拒否し壮絶に戦って玉砕（バリではププタンという）した。この時、ングラライがオランダ軍に送った返答文書の最後には「Merdeka atau mati!（自由か死か）」と書かれていた。この戦闘をププタン・マルガラナ事件という。玉砕した兵士の中には敗戦国として捕虜となりメングイ収容所に留置されていて脱走した12名の残留日本人も含まれていた。ングラライは、同地のチャンディ・マルガラナ墓苑に玉砕した部隊兵士とともに埋葬されている。

## 現在

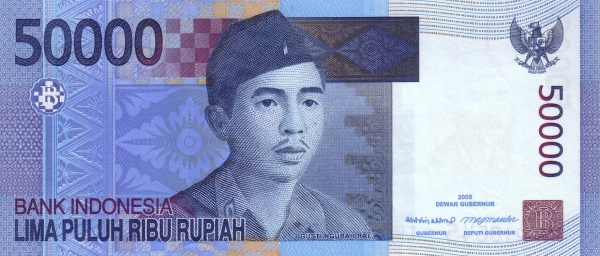
ングラライの肖像が描かれた5万ルピア紙幣

デンパサール国際空港の正式名称ングラ・ライ国際空港としてその名前を残し、バドゥン県最北の生誕地近くの村の空港からの道路（ングラライ・バイパス）とサヌールからヌサドゥアへの道路の交わる交差点の真ん中にングラライの像がある。また、新しく発行された青色の5万ルピア札に彼の肖像が描かれている。